# Michelle Bachelet
Michelle Bachelet (castellà: Verónica Michelle Bachelet Jeria) (pronunciació en : /[beˈɾonika miˈtʃel βatʃeˈlet ˈxeɾja]/) (La Cisterna, 29 de setembre de 1951) Verónica Michelle Bachelet Jeria, metgessa (cirurgiana i pediatra) i política, fou presidenta de Xile entre el 2006 i el 2010 i també entre el 2014 i el 2018. Membre del Partit Socialista de Xile, va actuar com a Ministra de Salut del govern de Ricardo Lagos entre 2000 i 2002. Posteriorment passà a ocupar el càrrec de Ministra de Defensa, la primera dona a fer-ho de tota l'Amèrica Llatina.
El 15 de gener del 2006 va guanyar la segona volta de les eleccions presidencials xilenes contra el candidat Sebastián Piñera Echenique, cosa que la convertí en la primera presidenta del país, càrrec que assumí l'11 de març del mateix any tot succeint-hi Ricardo Lagos. Durant la seva presidència negà honors oficials en morir l'exdictador Augusto Pinochet, el desembre del 2006. S'enfrontà a les protestes estudiantils i contra les reformes del sistema de transport (2006 i 2007). En política internacional, mantingué una disputa fronterera amb el Perú i restablí les relacions amb Cuba (2009), i en l'àmbit regional procurà mantenir un equilibri entre els governs bolivarians i els de dreta. Al final del seu mandat hagué d'enfrontar-se a les conseqüències de la crisi financera global i a catàstrofes naturals. Tot i les dures crítiques rebé un alt grau d'aprovació ciutadana. Ocupà el càrrec fins al març de 2010 quan, privada constitucionalment de concórrer a un segon mandat fou substituïda per Sebastián Piñera Echenique.
El desembre del 2013 guanyà per segon cop les eleccions presidencials. Durant aquest mandat dugué a terme una reforma de l'educació molt contestada per sectors de dreta, despenalitzà parcialment l'avortament i reprengué la persecució dels responsables dels crims de la dictadura. Creà també dues grans reserves marines, una al voltant de l'illa de Pasqua i l'altra al llarg del litoral xilè. El març del 2018 fou succeïda a la presidència novament per Piñera.
Entre l'agost de 2018 i 2022 fou l'Alta Comissariada de les Nacions Unides per als Drets Humans.
Parla anglès, alemany, francès, castellà i portuguès. El 17 de maig de 2010 fou investida Doctora honoris causa per la Universitat Pompeu Fabra